# Бімас-Пойнт (Нью-Йорк)
Бімас-Пойнт (англ. Bemus Point) — селище (англ. village) в США, в окрузі Чотоква штату Нью-Йорк. Населення — 306 осіб (2020).

## Географія
Бімас-Пойнт розташований за координатами 42°9′48″ пн. ш. 79°23′22″ зх. д. / 42.16333° пн. ш. 79.38944° зх. д. (42.163445, -79.389366).  За даними Бюро перепису населення США в 2010 році селище мало площу 1,13 км², уся площа — суходіл.

## Демографія
Згідно з переписом 2010 року, у селищі мешкали 364 особи в 170 домогосподарствах у складі 99 родин. Густота населення становила 322 особи/км².  Було 293 помешкання (259/км²).
Расовий склад населення:
| - 96,4 % — білих - 2,2 % — азіатів |

До двох чи більше рас належало 1,1 %. Частка іспаномовних становила 0,3 % від усіх жителів.
За віковим діапазоном населення розподілялося таким чином: 19,2 % — особи молодші 18 років, 55,0 % — особи у віці 18—64 років, 25,8 % — особи у віці 65 років та старші. Медіана віку мешканця становила 50,6 року. На 100 осіб жіночої статі у селищі припадало 86,7 чоловіків;  на 100 жінок у віці від 18 років та старших — 83,8 чоловіків також старших 18 років.
Середній дохід на одне домашнє господарство  становив 97 127 доларів США (медіана — 36 477), а середній дохід на одну сім'ю — 156 137 доларів (медіана — 66 250). За межею бідності перебувало 18,2 % осіб, у тому числі 39,4 % дітей у віці до 18 років та 6,6 % осіб у віці 65 років та старших.
Цивільне працевлаштоване населення становило 62 особи. Основні галузі зайнятості: освіта, охорона здоров'я та соціальна допомога — 37,1 %, науковці, спеціалісти, менеджери — 16,1 %, виробництво — 12,9 %, фінанси, страхування та нерухомість — 11,3 %.